# Elis Strömgren
Svante Elis Strömgren (Helsingborg, 31 de maio de 1870 — Copenhague, 5 de abril de 1947) foi um astrônomo sueco-dinamarquês.
Strömgren nasceu em Helsingborg, Scania, em 1870. Obteve o doutorado na Universidade de Lund, em 1898, onde tornou-se docente no mesmo ano. Trabalhou na Universidade de Kiel a partir de 1901, auxiliando a publicação do Astronomische Nachrichten de 1901 a 1904. Foi professor de astronomia e diretor do Observatório Astronômico da Universidade de Copenhage em 1907.
Strömgren trabalhou com uma variedade de temas, mas foi particularmente interessado em astronomia teórica e mecânica celestial, publicando trabalhos sobre a origem e órbita de cometas. Trabalhou com cálculos do Relógio Astronômico de Jens Olsen após 1928.
Sua mulher, a dentista e escritora Hedvig Lidforss, era filha do filólogo Edvard Lidforss in Lund, e irmã do publicitário e botânico Bengt Lidforss. Seu filho Bengt Strömgren o sucedeu em Copenhague, em 1940.